# Simon Kinberg
Simon Kinberg (sinh ngày 2 tháng 8 năm 1973) là nhà biên kịch Mỹ sinh ở Anh và là nhà sản xuất phim. Simon nổi tiếng với bộ phim dị nhân (phim), và viết/sản xuất một số bộ phim nổi tiếng như Ông bà Smith (phim 2005), Sherlock Holmes (phim 2009), This Means War (phim), và Elysium (phim).

## Tiểu sử
Simon sinh ở Luân Đôn và là người Do Thái. Gia đình Simon chuyển đến Hoa Kỳ và anh lớn lên tại Los Angeles. Kinberg đã tham dự Trường Brentwood (Los Angeles, California) ở Los Angeles và tốt nghiệp năm 1991. Sau đó, anh tốt nghiệp đại học Brown, Phi Beta Kappa, Magna Cum Laude, và nhận bằng MFA từ khoa phim ảnh, đại học Columbia.